# Wladimir Gawrilowitsch Wafiadi
Wladimir Gawrilowitsch Wafiadi (russisch Владимир Гаврилович Вафиади; * 10. Januarjul. / 23. Januar 1911greg. in Moskau; † 17. Mai 1986 in Leningrad) war ein russischer Physiker und Hochschullehrer.

## Leben
Wafiadi wuchs in Woronesch auf. 1931 wurde er im Staatlichen Optik-Institut (GOI) als Physiklaborant eingestellt. Gleichzeitig begann er ein Fernstudium an der physikalisch-mathematischen Fakultät der Universität Leningrad. Im GOI wurde er wissenschaftlicher Mitarbeiter und führte Untersuchungen zur direkten Messung der Lichtgeschwindigkeit durch. Im Sommer 1934 nahm er an der von Alexander Lebedew geleiteten GOI-Expedition auf den Elbrus zur Untersuchung des Sonnenlichts im Spektralbereich 100–1000 nm teil. 1936 entwickelte er zusammen mit W. W. Balakow unter der Leitung Lebedews den ersten geodätischen optischen Interferenz-Entfernungsmesser. Der Fehler betrug 2–3 m bei einer Entfernung von 3,5 km. 1938–1939 folgte die Entfernungsmessung auf Basis der Lichtgeschwindigkeitsmessung.
Während des Deutsch-Sowjetischen Krieges wurde der größte Teil des GOI nach Joschkar-Ola evakuiert und im dortigen Forstinstitut untergebracht. Aufgabe war nun, Armee und Marine mit den nötigen optischen Geräten zu versorgen. Trotz fehlenden Abschlussdiploms der Universität verteidigte Wafiadi 1944 erfolgreich seine Kandidat-Dissertation Der Impuls-Projektor-Entfernungsmesser. Auch lehrte er ab 1944 an der Leningrader Militärluftfahrt-Akademie der Roten Armee und leitete den Lehrstuhl für Infrarotstrahlungstechnik, wozu er eine Reihe von Lehrbüchern verfasste.
Nach Kriegsende wurde Wafiadi in einer Gruppe von Spezialisten nach Deutschland geschickt. Er informierte sich in Jena über die Entwicklungen von infrarot-optischen Geräten von Carl Zeiss und besonders über die FAU-Rakete mit Selbststeuerung. 1948–1960 organisierte er die Entwicklung und Serienproduktion von Nachtsichtgeräten und -steuerungen für die Luftfahrt und entsprechende Geräte für medizinische Anwendungen. Gleichzeitig beriet er das Krasnogorski sawod. 1951 wurde er Chef des Laboratoriums für optische Ortsbestimmung und Infrarotstrahlungstechnik des GOI. Einer seiner wichtigsten Mitarbeiter war M. M. Miroschnikow.
1962 wurde Wafiadi vom Rektor der Belarussischen Staatlichen Universität für Informatik und Radioelektronik A. N. Sewtschenko, der 1934–1953 im GOI gearbeitet hatte, auf den Lehrstuhl für Elektrophysik berufen. Unter Wafiadis Leitung wurden Arbeiten zur Modulation und Demodulation von Strahlung für Anwendungen in Entfernungsmessern durchgeführt. Er hielt Vorlesungen über photoelektrische Automaten, Elektronenoptik, Physik des Kosmos und Geschichte der Physik. Er war Mitherausgeber der russischen Zeitschrift für angewandte Spektroskopie. Er sprach fließend französisch und übersetzte zusammen mit A. M. Kotow Jean Paul Marats Notions Elementaires d’Optique. 1966 wurde er Korrespondierendes Mitglied der Akademie der Wissenschaften der BSSR. 1972 ging er in den Ruhestand und kehrte nach Leningrad zurück.

## Ehrungen
- Medaille „Für heldenmütige Arbeit im Großen Vaterländischen Krieg 1941–1945“
- Medaille „Zum 250-jährigen Jubiläum Leningrads“ (1953)
- Ehrenzeichen der Sowjetunion (1961)
- Verdienter Wissenschaftler der BSSR (1965)
- Jubiläumsmedaille „Zum Gedenken an den 100. Geburtstag von Wladimir Iljitsch Lenin“ (1970)
- Ehrendiplom des Obersten Sowjets der BSSR